# جمعية الإكوادور الوطنية
جمعية الإكوادور الوطنية (بالإنجليزية: National Assembly)‏  هي الهيئة التشريعية في الإكوادور، التي تأسست في 27 أكتوبر 2008، وتتكون من 137 مقعداً، يقع المقر الرئيسي لها في كيتو.